# Myiarchus cinerascens
Myiarchus cinerascens là một loài chim trong họ Tyrannidae.